# Division No 13 (Manitoba)
Pour les articles homonymes, voir Division No 13.
La division No 13 est une des divisions de recensement du Manitoba (Canada).

## Liste des municipalités

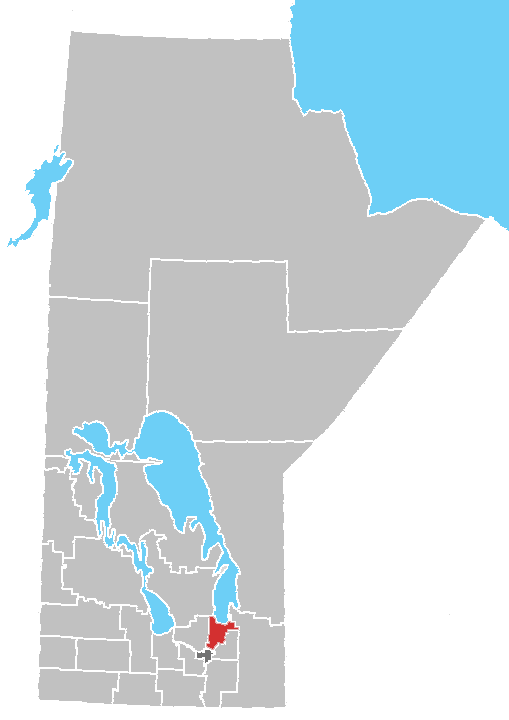
Localisation de la Division No 13

Municipalité rurale
- East St. Paul (en)
- St. Andrews
- St. Clements (en)
- West St. Paul (en)

Ville (City)
- Selkirk

Village
- Dunnottar (en)

Réserve indienne
- Brokenhead 4 (en)